# Ensiferum (album)
Ensiferum Jest pierwszym albumem fińskiej grupy Ensiferum. Został wydany 7 Stycznia, 2001.

## Lista utworów
1. "Intro" – 1:50
2. "Hero in a Dream" – 3:40
3. "Token of Time" – 4:16
4. "Guardians of Fate" – 3:34
5. "Old Man" – 5:33
6. "Little Dreamer" – 5:21
7. "Abandoned" – 6:50
8. "Windrider" – 5:41
9. "Treacherous Gods" – 5:12
10. "Eternal Wait" – 5:14
11. "Battle Song" – 3:20
12. "Goblins' Dance" – 4:29

- Autorem wszystkich tekstów jest Jari Mäenpää oprócz "Goblins' Dance", tutaj autorem jest Valtias Mustatuuli.

## Skład
- Jari Mäenpää − gitara elektryczna, wokal
- Markus Toivonen − gitara elektryczna
- Jukka-Pekka Miettinen − gitara basowa
- Oliver Fokin − instrumenty perkusyjne, perkusja